# دونالد ديل
دونالد ديل (بالإنجليزية: Donald Dell) مواليد 17 يونيو 1938 في ماريلاند، الولايات المتحدة، هو لاعب كرة مضرب أمريكي سابق بدأ مسيرته كمحترف سنة 1954 وكان يلعب باليد اليمنى، اعتزل اللعب في 1969. أعلى تصنيف له في الفردي كان المركز الـ 5 في سنة 1961.

## روابط خارجية
- دونالد ديل على موقع رابطة محترفي التنس (الإنجليزية)
- دونالد ديل على موقع الاتحاد الدولي لكرة المضرب (الإنجليزية)
- دونالد ديل على موقع كأس ديفيز (الإنجليزية)
- دونالد ديل على موقع قاعة مشاهير كرة المضرب الدولية (الإنجليزية)
- دونالد ديل على موقع خلاصة التنس.كوم (الإنجليزية)